# FIDE Grand Swiss
Il FIDE Grand Swiss (nome ufficiale FIDE Chess.com Grand Swiss) è un torneo di scacchi internazionale valido per il ciclo mondiale. La competizione viene disputata circa ogni due anni in funzione delle esigenze del campionato del mondo ed è organizzata dalla FIDE sull'Isola di Man. Uno o più giocatori meglio piazzati nel torneo si qualificano per il torneo dei candidati. Al torneo assoluto è affiancato il FIDE Women's Grand Swiss, che ne è la versione femminile, anch'essa valida per il ciclo mondiale femminile. 
Il server di scacchi Chess.com è partner ufficiale dell'evento sin dalla sua prima edizione.

## Storia
Dopo gli appuntamenti del FIDE Grand Prix e della Coppa del Mondo la FIDE decide nel 2019 di introdurre un terzo torneo per stabilire gli 8 partecipanti al torneo dei candidati. Il torneo prende le mosse dal forte Open Internazionale dell'Isola di Man che si disputa a partire dal 2014, del quale diventa la competizione principale. La prima edizione è viene vinta da Wang Hao, che ottiene così il diritto di partecipare al Torneo dei candidati 2020. Nel novembre del 2020, in seguito all'accordo tra gli organizzatori della Isle Of Man International Chess Limited e la Federazione Internazionale degli Scacchi, il torneo è stato confermato per una seconda edizione.
Nel 2021 in agosto la FIDE decide di trasferire la sede della seconda edizione del torneo a Riga, in Lettonia, a causa delle stringenti norme contro la pandemia di COVID-19 ancora in vigore sull'Isola di Man.
Con la riforma della formula del Campionato del mondo femminile, voluta dal presidente Arkadij Dvorkovič, viene istituita un'edizione femminile del torneo, che da allora si svolge in concomitanza del torneo assoluto.
Il torneo, sia nella versione assoluta, che in quella femminile, viene confermato anche per il 2023.

## Formula
Si tratta di un torneo a sistema svizzero di 11 turni, il numero di partecipanti è variabile.

## Edizioni

### Assoluto
I giocatori qualificati al Torneo dei candidati sono evidenziati con sfondo verde.
| Edizione | Luogo      | Montepremi | Vincitore        | Secondo         | Terzo             |
| -------- | ---------- | ---------- | ---------------- | --------------- | ----------------- |
| 2019     | Santon     | $ 433 000  | Wang Hao         | Fabiano Caruana | Kirill Alekseenko |
| 2021     | Riga       | $ 425 000  | Alireza Firouzja | Fabiano Caruana | Grigorij Oparin   |
| 2023     | Douglas    | $ 460 000  | Vidit Gujrathi   | Hikaru Nakamura | Andrej Esipenko   |
| 2025     | Samarcanda |            |                  |                 |                   |

### Femminile
Le giocatrici qualificate al Torneo delle candidate sono evidenziate con sfondo verde.
| Edizione | Luogo      | Montepremi | Vincitrice          | Seconda         | Terza       |
| -------- | ---------- | ---------- | ------------------- | --------------- | ----------- |
| 2021     | Riga       | $ 125 000  | Lei Tingjie         | Elisabeth Pähtz | Zhu Jiner   |
| 2023     | Douglas    | $ 140 000  | Vaishali Rameshbabu | Anna Muzyčuk    | Tan Zhongyi |
| 2025     | Samarcanda |            |                     |                 |             |